# Hagapteryx mirabilior
Hagapteryx mirabilior är en fjärilsart som beskrevs av Charles Oberthür 1911. Hagapteryx mirabilior ingår i släktet Hagapteryx och familjen tandspinnare. Inga underarter finns listade i Catalogue of Life.